# BVG TED 52

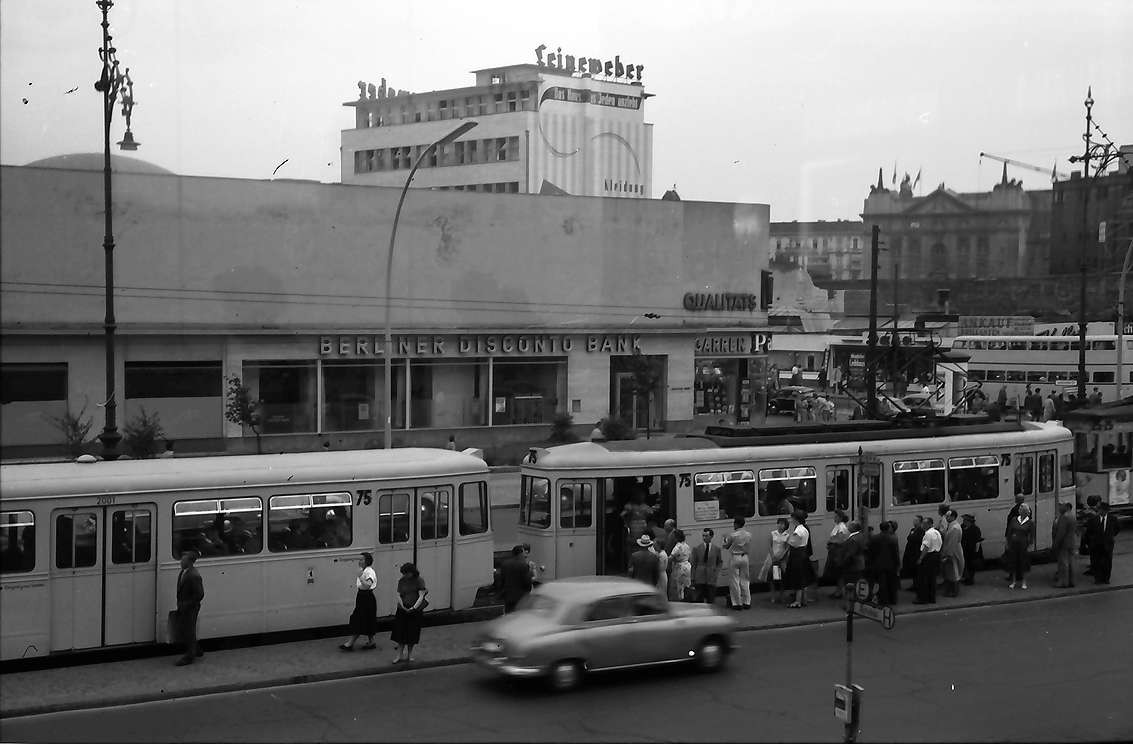
TED 52 in die Hardenbergstraße im Juli 1957

Der Straßenbahntyp TED 52/BED 52 ist eine ehemalige Fahrzeuggattung bei der West-Berliner Straßenbahn. Obwohl lediglich zwei Züge – bestehend aus je einem Trieb- und einem Beiwagen – gebaut wurden, wurden konzeptionelle Schwächen und Schwierigkeiten bei der Erprobung dieser Fahrzeuge als Vorwand für die Einstellung der Straßenbahn in West-Berlin genutzt.

## Einsatz
1952 entschied die BVG, zwei Erprobungsträger eines modernen Straßenbahntyps zu beschaffen. Hierzu wurden zwei Großraumzuggarnituren bei der DWM in Berlin in Auftrag gegeben. Die elektrische Ausrüstung wurde von AEG und SSW übernommen, die je einen Zug ausrüsteten. Die Triebwagen führten die Nummern 7000 und 7001, die Beiwagen die Nummern 2000II und 2001II. Ihre Beheimatung erfolgte im Betriebshof Charlottenburg.
Am 11. Februar 1953 beantragte die Direktion der Berliner Verkehrsbetriebe eine Kreditaufnahme in Höhe von zwölf Millionen D-Mark zur Beschaffung von 40 Großraumzügen sowie 20 Doppeldeckbussen des Typs D2U, die auch genehmigt wurde. Probleme bei der Erprobung der neuen Straßenbahnwagen, ihre geringe Anzahl an Sitzplätzen und die Bauweise als Einrichtungsfahrzeuge führten jedoch zu einer erneuten Sitzung des Aufsichtsgremiums der BVG am 28. August 1953. Während dieser Sitzung entschieden die Verantwortlichen, den Kredit nun vollständig zur Beschaffung von insgesamt 140 Omnibussen zu verwenden, damit verbunden war in den Jahren bis 1967 die stetige Umstellung von Straßenbahn- auf Autobusbetrieb in West-Berlin.
Die Züge waren als Einrichtungsfahrzeuge nur begrenzt einsatzfähig, zunächst auf der Linie 75 vom Breitscheidplatz nach Hakenfelde. Mit dem Umbau des Breitscheidplatzes entfiel die Schleifenfahrt um die Gedächtniskirche, so dass ab dem 1. April 1959 der Einsatz auf der Linie 75E zwischen Savignyplatz und Hakenfelde beziehungsweise Spandau, Markt erfolgte. Nach der Stilllegung der Linien 75 und 76 am 24. Januar 1966 fuhren die Züge auf den Linien 53 und 54 zwischen Richard-Wagner-Platz und Hakenfelde beziehungsweise Johannesstift. Mit der Stilllegung beider Linien am 2. Mai 1967 wurden sie in Charlottenburg abgestellt.
Nachdem sie ausgemustert worden waren, sollten die Fahrzeuge nach Kassel verkauft werden, was jedoch nicht gelang.  Stattdessen kamen sie in die Fahrzeugsammlung der BVG im ehemaligen Betriebshof Britz. Nach der Auflösung der Fahrzeugsammlung 1993 kam die Garnitur 7000/2000II zum DVN Berlin, der sie seitdem im ausstellungsfähigen Zustand auf dem Betriebshof Niederschönhausen aufbewahrt. Beiwagen 2001II wurde an eine Privatperson verkauft und steht seit 2001 auf dem Erlebnisbahnhof Schmilau. Triebwagen 7001 wurde 1996 verschrottet.

## Aufbau
Die Wagen hatten gegenüber den sonst üblichen Zweiachsern ein um 25 bis 30 Personen erhöhtes Fassungsvermögen. Die Züge waren als Einrichtungsfahrzeuge mit Fahrgastfluss konzipiert. Der Einstieg an den Wagenenden hatte daher eine Dreifachfalttür, der mittlere und vordere Ausstieg waren mit Doppelfalttüren versehen.
Wagenbaulich waren Trieb- und Beiwagen weitestgehend identisch. Da die Züge als Prototypen einer größeren Serie gedacht waren, kamen unterschiedliche elektrische Ausrüstungen zum Einbau. Die Garnitur 7000/2000II wurde von der AEG, die Garnitur 7001/2001II von den SSW ausgerüstet, beide Züge waren daher untereinander nicht kuppelbar. Der AEG-Zug wurde mit Düwag-Antrieb ausgerüstet, bei dem der in Längsrichtung eingebaute Motor beide Achsen eines Drehgestells über Kegelräder antreibt. Der SSW-Zug verfügte über einen Einzelachsantrieb, bei dem die Räder über Kardangelenke antrieben wurden. Die Fahrschalter wurden bei beiden Triebwagen unter dem Wagenfußboden zwischen den Drehgestellen angeordnet.
Der Führerstand wurde durch eine geschlossene Kabine vom Fahrgastraum getrennt. Anstelle der klassischen Kurbel erfolgte das Anfahren und Bremsen über einen Bedienungshebel. Für Rangierfahrten befand sich an den Wagenenden von Trieb- und Beiwagen ein Hilfsfahrschalter mit Handbremse. Ferner war am Schaffnersitz ein Notausschalter zur Unterbrechung des Fahrstroms angebracht. 
Der Fahrgastraum war holzvertäfelt, die Innendecke weiß gehalten. Die roten Polstersitze wurden überwiegend in Fahrtrichtung angeordnet, in den Beiwagen befand sich anstelle der Fahrerkabine eine rückwärtige, dreiteilige Sitzbank. Die Sitze wurden im vorderen Wagenteil in 2+1-Anordnung angebracht, im hinteren in 1+1-Anordnung.
Die Beleuchtung erfolgte im AEG-Zug mittels Leuchtstoffröhren, im SSW-Zug über Glühlampen. Im Triebwagen 7000 wurde eine Warmluftheizung eingesetzt, im Triebwagen 7001 hingegen ein Speicherheizkörper. Die Beiwagen verfügten über Frischstromheizungen.
Die Türen wurden, mit Ausnahme der vorderen Triebwagentür, vom Schaffner bedient. Über eine Lautsprecheranlage mit Mikrofon am Schaffnerplatz konnten die Haltestellen ausgerufen werden. Die Abfahrtsignale konnten unabhängig von Fahrer und Schaffner abgegeben werden, wobei der AEG-Zug über eine akustische, der SSW-Zug über eine optisch-akustische Signalanlage verfügte.